# Hung-i Nauruzi

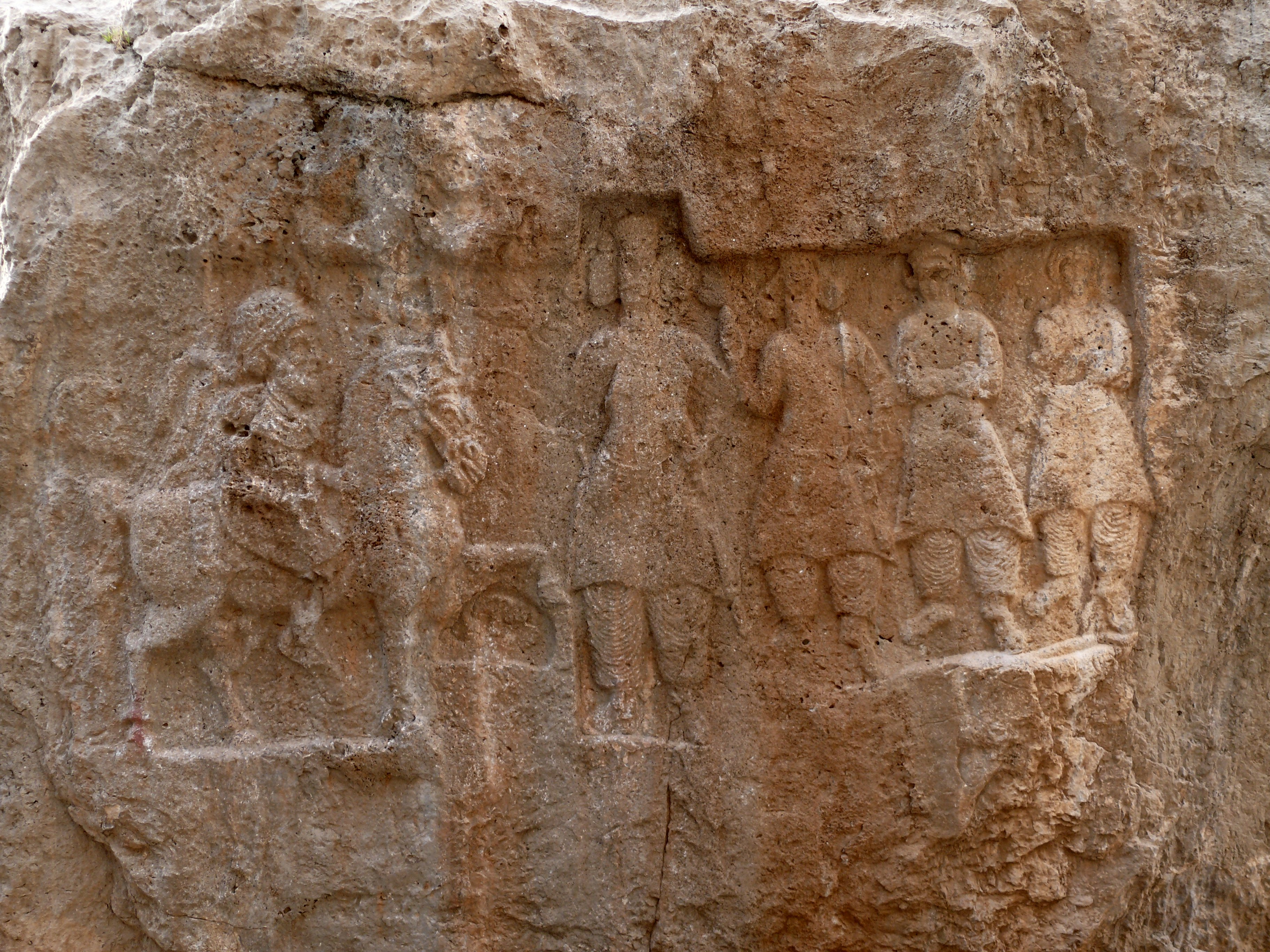
Felsrelief bei Hung-i Nauruzi

Hung-i Nauruzi (auch Hung-i Azdhar) liegt im Iran, in der Provinz Chuzestan, dem antiken Elymais. Hier befinden sich zwei parthische Felsreliefs.
Das erste Relief zeigt sechs in etwa lebensgroße Figuren. In der Mitte steht die größte Figur, ein Mann, der in Hosen gekleidet ist und darüber eine Tunika trägt. Er ist frontal wiedergegeben, hat einen Bart und trägt eine Kopfbedeckung und hält in seiner Rechten einen Dolch. Hinter ihm (das heißt auf der rechten Seite des Reliefs) befinden sich drei weitere Männer in ähnlicher Tracht, doch etwas kleiner dargestellt. Vor der großen Mittelfigur sieht man einen Reiter, der wiederum ganz im Profil dargestellt ist. Auch er trägt eine Tunika und hat ein Diadem auf dem Kopf. Vor ihm und der größten Figur befindet sich jeweils ein Adler. Hinter dem Reiter steht eine weitere Figur.
Das Relief ist nicht beschriftet und wurde auf unterschiedliche Weise interpretiert und unterschiedlich datiert. Es wurde vorgeschlagen, dass es sich bei dem Reiter um den parthischen König Mithridates I. handele, der die Elymais erobert hatte und dem hier die lokalen Herrscher ihre Aufwartung machen. Das Relief würde demnach um 140 v. Chr. datieren. Es gibt jedoch auch andere Vorschläge. So wurde in der großen zentralen Figur ein Gott gesehen oder der Reiter als lokaler, königlicher Vorfahre, dem spätere Könige ihre Aufwartung machen. Die Datierungen schwanken demnach von 140 v. Chr. bis in das dritte Jahrhundert nach Christi Geburt.
Ein zweites Felsrelief zeigt eine einzelne männliche Figur, die vielleicht von einer größeren, heute zerstörten Komposition stammt.